# Terrorisme en 2017
Chronologie du terrorisme
- 2013
- 2014
- 2015
- 2016
- 2017
- 2018
- 2019
- 2020
- 2021

Cet article comprend une liste non exhaustive d'attentats et attaques notables ayant eu lieu dans le monde en 2017, dans l'ordre chronologique, qu'ils aient été ou non meurtriers.

## Événements

### Janvier
- Turquie : le 1er janvier, une fusillade dans une discothèque d'Istanbul fait 39 morts et 65 blessés[1]. L'attaque est revendiquée par l'État islamique[2].
- Irak : le 1er janvier, des militants de l'État islamique attaquent un checkpoint de la police dans la ville de Nadjaf, tuant sept policiers et en faisant 17 blessés dont des civils[3].
- Syrie : le 1er janvier, deux agents de sécurité sont tués dans un double attentat suicide à Tartous, après l'arrestation de plusieurs personnes peu après le réveillon du Nouvel An[4].
- Afghanistan : le 1er janvier, six personnes sont blessées à Hérat, dans l’explosion d'une bombe dans une mosquée chiite de l'ouest de l'Afghanistan[5].
- Pakistan : le 1er janvier, quatre membres de la sécurité et deux civils sont blessés lors d'une explosion à Quetta.
- Algérie : le 1er janvier, une bombe tue un enfant et blesse sept autres personnes à Blida[6].
- Jordanie : le 1er janvier, l'État islamique revendique une attaque qui tue un soldat jordanien à Ma'an[7].
- Irak : le 2 janvier, une série de trois attentats-suicides à Bagdad fait 57 morts et 61 blessés[8]. La série d'attentats est revendiquée par l'État islamique[9].
- Somalie : le 2 janvier, un attentat-suicide fait 3 morts à Mogadiscio, le siège de l'AMISOM était visé. Il s'agit probablement d'un acte des islamistes shebab[10].
- Burkina Faso : le 2 janvier, une personne est tuée et une autre blessée dans deux attaques à Djibo[11].
- Irak : le 2 janvier, des hommes armés portant des gilets de suicide attaquent deux postes de police dans la ville de Samarra, tuant au moins sept policiers[12],[13].
- Égypte : le 3 janvier, un homme d'affaires chrétien est assassiné par un extrémiste islamiste pour avoir vendu de l'alcool dans son magasin au Caire[14].
- Yémen : le 3 janvier, deux soldats sont tués à Abyan dans une embuscade[15].
- Afghanistan : le 3 janvier, quatre soldats sont morts dans une embuscade des Taliban dans la province du Badkhchan[16].
- Centrafrique : le 3 janvier, des casques bleus marocains tombent dans une embuscade tendue par des assaillants à Bria, alors qu'ils escortaient des camions à carburant. Deux soldats de la paix sont tués et deux autres sont blessés[17],[18],[19].
- Pakistan : le 4 janvier, des hommes armés tuent deux officiels à Quetta[20].
- Somalie : le 4 janvier, une voiture piégée blesse quatre gardes des Nations unies à Mogadiscio, dans une explosion dirigée contre le complexe de l'ONU[21].
- Philippines : le 4 janvier, des islamistes attaquent une prison située à Kidapawan, dans le but de libérer leurs sympathisants. Cette attaque tue deux personnes.
- Nigéria : le 4 janvier, trois jeunes kamikazes sont tués alors qu'elles tentaient de faire exploser leurs vestes sur le marché de la ville de Madagali. Les responsables locaux blâment Boko Haram pour la tentative d'attaque[22].
- Afghanistan : le 4 janvier, deux membres des services américains sont tués et deux autres sont blessés alors qu'ils combattaient les talibans dans la province de Kunduz[23].
- Afghanistan : le 4 janvier, une policière est abattue dans le district de Nawa, dans la province de Helmand[24].
- Syrie : le 5 janvier, un attentat à la voiture piégée fait 16 morts et 35 blessés à Jablé[25],[26].
- Turquie : le 5 janvier, l'explosion d'une voiture fait 2 morts (dont un policier) et une dizaine de blessés à Izmir. Deux terroristes sont abattus par les forces de l'ordre. Ils avaient avec eux un armement lourd et prévoyaient de tuer bien plus de personnes[27],[28].
- Irak : le 5 janvier, l'explosion d'une voiture aux abords d'une mosquée de Bagdad dans un quartier chiite fait 9 morts et 15 blessés. Le même jour, à la tombée de la nuit, un kamikaze tue 11 personnes et blesse 22 près d'un poste de sécurité à Bab al-Muadam. Plusieurs petites attaques autour de la ville tuent 7 personnes et blessent 20 autres[29],[30],[31].
- Suède : le 5 janvier, une bombe explose devant un centre pour migrants[32],[33].
- Irak : le 6 janvier, un poste de police près de Tikrit est attaqué par des kamikazes et une voiture piégée explose. Quatre policiers et deux agresseurs sont tués, tandis que 12 autres sont blessés[34].
- Pakistan : le 6 janvier, cinq membres de la communauté chiite hazara sont blessés à Quetta, lorsque des assaillants armés ouvrent le feu sur leur véhicule[35],[36].
- Égypte : le 6 janvier, deux chrétiens coptes égyptiens sont assassinés dans le gouvernorat de Menufeya, en raison de leur foi, d'après le frère de la femme décédée[37].
- Syrie : le 6 janvier, des combattants de l'État islamique décapitent un homme à Raqqa[38].
- Afghanistan : le 6 janvier, des hommes armés tuent au moins 9 mineurs appartenant à la minorité Hazara. Les responsables locaux accusent les Taliban, mais le groupe nie en être responsable[39].
- Yémen : le 7 janvier, six soldats britanniques sont tués et vingt autres sont blessés dans une attaque suicide à Abyan[40].
- Syrie : le 7 janvier, un attentat à la voiture piégée fait 48 morts et plusieurs dizaines de blessés à Azaz. Il s'agirait d'un acte commis par l'État islamique[41].
- Inde : le 7 janvier, deux soldats sont blessés lors de l'explosion d'une bombe près du bureau du sous-commissaire, dans l'État de Manipur[42].
- Nigéria : le 7 janvier, un groupe de combattants attaquent une base de l'armée nigériane à Buni Yadi, mais sont repoussés par les forces gouvernementales. Au moins 5 soldats et 15 combattants sont tués[43].
- Afghanistan : le 7 janvier, une explosion a eu lieu dans la province de Zabol. L'attaque fait un mort et deux blessés. Toutes les victimes étaient des policiers[44].
- Irak : le 8 janvier, un double attentat fait 20 morts et 55 blessés dans deux quartiers chiites de Bagdad. Le premier attentat est revendiqué par l'État islamique[45],[46].
- Israël : le 8 janvier, un sympathisant de l'État islamique tue 4 soldats israéliens et blesse 17 autres, en fonçant sur eux avec un camion[47],[48].
- Yémen : le 8 janvier, au moins cinq civils sont tués et beaucoup d'autres sont blessés lorsqu'un camion frappe une mine, située dans la ville de Ta'izz[49].
- Inde : le 8 janvier, plusieurs combattants non identifiés attaquent un campement de travailleurs de la construction routière, dans l'État de Jammu-et-Cachemire. Cette attaque tue trois travailleurs[50].
- Égypte : le 9 janvier, un attentat à la voiture piégée fait 8 morts dont 7 policiers à El-Arich, dans le Sinaï[51]. L'attentat est suivi d'une attaque par des hommes armés. Un certain nombre de forces de sécurité sont prises en otage par les assaillants[52],[53].
- Colombie : le 9 janvier, un soldat est tué par des membres de l'ELN[54].
- Grèce : le 9 janvier, un officier de police est blessé dans le centre d'Athènes[55].
- Inde : le 9 janvier, un combattant suspect de Lashkar-e-Toiba est tué et un soldat est blessé lors d'une attaque à Bandipora, au Jammu-et-Cachemire[56].
- Afghanistan : le 9 janvier, une explosion a eu lieu dans la province de Zabol. L'attaque fait un mort[44].
- Afghanistan : le 9 janvier, une bombe tue une personne et en blesse trois autres à Jalalabad[57].
- Afghanistan : le 10 janvier, trois attentas commis à Kaboul, à Kandahar et à Lashkar Gah font 57 morts et une centaine de blessés[58],[59].
- Nigéria : le 10 janvier, deux femmes kamikazes se font exploser et tuent trois personnes[60].
- Afghanistan : le 10 janvier, un double attentat vise des bureaux annexes du parlement afghan à Kaboul. Il est réalisé par un kamikaze à pied et à l'aide d'une voiture piégée. Le bilan fait état d'au moins 21 morts et 45 blessés[61].
- Afghanistan : le 10 janvier, au moins neuf personnes sont tuées dans un attentat visant la résidence du gouverneur de Kandahar, dans le sud de l'Afghanistan. Parmi les blessés se trouve l'ambassadeur des Émirats arabes unis en Afghanistan[62].
- Afghanistan : le 10 janvier, un attentat suicide frappe une maison et fait sept morts et six blessés à Lashkargâh[63].
- Éthiopie : le 10 janvier, une attaque à la grenade tue une personne et en blesse onze autres, dans un bar d'hôtel bondé, dans la ville de Gondar[64].
- Yémen : le 10 janvier, un attentat à la voiture piégée dans le gouvernorat d'Abyan, blesse gravement un haut responsable de la sécurité et tue un de ses gardes du corps. Quatre autres gardes sont blessés lors de l'attaque[65].
- Cisjordanie : le 10 janvier, un homme palestinien attaque des soldats israéliens à Far'a, avec un couteau et est ensuite abattu[66].
- Philippines : le 10 janvier, huit pêcheurs sont tués lors d'une attaque par des combattants présumés d'Abou Sayyaf au sud-ouest de Mindanao, dans la ville de Zamboanga[67].
- Paraguay : le 10 janvier, des membres de l'EPP entrent dans une maison à San Pedro et attaquent deux frères mennonites et échouent dans leur tentative d'enlèvement[68].
- Somalie : le 10 janvier, le groupe Al-Shabbaab abat deux hommes et un adolescent dans le Sud de la Somalie[69],[70].
- Nigéria : le 11 janvier, un soldat nigérian est tué par une bombe provenant des combattants de Boko Haram dans l'État de Yobe[71].
- Irak : le 11 janvier, une voiture piégée explose dans le quartier al-Bayaa de Bagdad, tuant une personne et blessant cinq autres[72].
- Syrie : le 12 janvier, un kamikaze se fait exploser à Damas et fait au moins 7 morts[73].
- Mali : le 12 janvier, cinq soldats maliens sont tués et deux autres sont blessés lorsque leur patrouille tombe sur une mine terrestre dans la région de Ségou[74].
- Pakistan : le 12 janvier, un policier est assassiné à Karachi[75].
- Chili : le 13 janvier, le président du conseil d'administration du géant du cuivre chilien, Codelco, a subi des blessures, après la détonation d'une bombe envoyée à son domicile, à Santiago[76].
- Syrie : le 13 janvier, deux hommes dans le nord-est de la Syrie sont crucifiés après avoir été accusés d'appuyer les Unités de protection du peuple et la coalition dirigée par les États-Unis[77].
- Nigéria : le 13 janvier, trois attaques-suicides ont eu lieu à Madagali, tuant quinze personnes[78].
- Royaume-Uni : le 13 janvier, des personnes tirent dans les jambes d'un homme et d'une femme qui essayaient de protéger leur fils contre des paramilitaires à Belfast, en Irlande du Nord[79],[80].
- Afghanistan : le 14 janvier, l'État islamique met le feu à 60 maisons résidentielles, dans la province de Nangarhar[81].
- Nigéria : le 14 janvier, deux soldats sont tués dans l'explosion d'une bombe, dans l'État de Borno[82].
- Nigéria : le 14 janvier, trois soldats sont tués par Boko Haram, dans l'État de Borno. Dix assaillants sont également tués[83],[84],[85],[86].
- Irak : le 14 janvier, l'État islamique brûle une famille de cinq personnes (une mère et quatre enfants)[87].
- Cameroun : le 14 janvier, au moins dix sept personnes sont tués par Boko Haram[88],[89].
- Afghanistan : le 15 janvier, au moins sept personnes sont tués dans un attentat dans la province de Nangarhâr[90].
- Niger : le 15 janvier, neuf personnes sont tuées par des éleveurs fulani dans la ville de Bosso[91].
- Syrie : le 15 janvier, un volontaire américain est tué par l'État islamique, à proximité de Raqqa[92].
- Nigéria : le 16 janvier, deux jeunes kamikazes se font exploser à l'Université de Maiduguri, tuant trois personnes, y compris un professeur[93],[94].
- Mexique : le 16 janvier, au moins cinq personnes sont tuées et 12 autres sont blessées après qu'un homme armé a ouvert le feu dans une boîte de nuit, lors d'un festival de musique à Playa del Carmen. L'attaque est considérée comme un acte de narcoterrorisme[95],[96].
- Turquie : le 16 janvier, quatre policiers turcs sont tués et deux autres sont blessés lorsqu'une bombe en bordure de route frappe un autobus de police dans la province de Diyarbakır[97],[98].
- Turquie : le 16 janvier, une bombe explose dans la ville de Sirnak. L'explosif artisanal était attaché sous le véhicule d'un entrepreneur du conseil qui réparait le réseau d'eau de la ville[99].
- Égypte : le 16 janvier, huit officiers de sécurité égyptiens sont tués et trois autres sont blessés lorsque leur point de contrôle, à environ 70 km de l'oasis de Kharga, est attaqué par des combattants non identifiés. Au moins deux des assaillants sont tués, tandis que les autres s'échappent[100].
- Égypte : le 16 janvier, une explosion à El-Arich fait un mort et deux blessés[101].
- Irak : le 16 janvier, une personne est tuée et cinq autres sont blessées lorsque deux bombes explosent à Bagdad[102].
- Yémen : le 16 janvier, quatre soldats sont tués et trois sont blessés lors d'une attaque attribuée à Al-Qaïda, contre un poste de contrôle dans le gouvernorat d'Abyan[103].
- Pakistan : le 16 janvier, deux attaques terroristes tuent au moins deux policiers à Quetta[104].
- Ukraine : le 16 janvier, deux militaires ukrainiens sont blessés dans la région de Donbass. Les pertes ont été causées par des engins explosifs dans le district de Popasna[105].
- Somalie : le 17 janvier, Al-Shabbaab exécute un soldat ougandais à Mogadiscio[106].
- Pakistan : le 17 janvier, dix personnes sont tuées et plus de 30 autres personnes sont blessées lors d'une attaque suicide contre des forces de sécurité à Peshawar[107].
- Turquie : le 17 janvier, une bombe tue un policier et quatre autres sont blessés. L'explosion s'est produite dans la ville de Diyarbakır[108].
- Mali : le 18 janvier, un attentat à la voiture piégée fait plus de 50 morts à Gao[109]. L'attaque est revendiquée par le groupe terroriste Al-Mourabitoune, proche Al-Qaïda au Maghreb islamique.
- Inde : le 18 janvier, deux femmes et une fille sont tuées et quatre autres personnes sont blessées, par une mine d'eau sous pression. Les Naxalites sont soupçonnés d'en être à l'origine[110].
- Irak : le 18 janvier, une voiture piégée explose et frappe le quartier majoritairement chiite d'Abu Dsheer. Celle-ci fait au moins 7 victimes et 20 blessés[111].
- Syrie : le 19 janvier, les combattants du groupe État islamique exécutent au moins 12 personnes à Palmyre[112].
- Égypte : le 20 janvier, une fusillade à El-Arich tue un civil[101].
- Irak : le 20 janvier, un Irakien et son petit-fils sont tués dans l'ouest de Mossoul, lors d'une explosion provoquée par une bombe déposée par un drone guidé par l'État islamique[113].
- Syrie : le 20 janvier, l'armée turque déclare que le groupe État islamique a tué cinq soldats turcs et a blessé neuf autres dans un attentat à la voiture piégée à Al-Bab, au nord de la Syrie[114].
- Pakistan : le 20 janvier, une bombe cachée dans une caisse de légumes actionnée à distance fait 25 morts et 87 blessés.
- Pakistan : le 20 janvier, deux personnes sont tuées et six autres sont blessées lorsque des hommes armés tirent sur eux dans l'Agence d'Orakzai[115].
- Afghanistan : le 20 janvier, une explosion dans la ville de Balkh, située dans le nord de l'Afghanistan, tue au moins trois personnes[116].
- Libye : le 20 janvier, une voiture piégée explose à Benghazi, près d'une mosquée dans la deuxième ville de Libye, tuant une personne et blessant 13 autres personnes dont un ancien ministre de l'Intérieur[117].
- Syrie : le 21 janvier, une voiture piégée explose dans le camp de réfugiés de Rakban, près de la frontière jordanienne[118],[119].
- Afghanistan : le 21 janvier, les talibans attaquent un poste de police, situé dans le district de Maiwand, province de Kandahar. Cette attaque fait 43 victimes, dont 16 policiers[réf. souhaitée].
- Nigéria : le 21 janvier, Boko Haram tue deux soldats et en blesse sept autres, lors d'une attaque contre une base militaire, dans la ville de Diffa, située au sud-est du Niger[120].
- Égypte : le 21 janvier, huit personnes sont tuées après qu'une bombe soit tombée sur une maison à Rafah[121].
- Libye : le 21 janvier, une voiture piégée explose à Tripoli. L'explosion, qui a tué deux morts, a frappé près de l'ambassade italienne récemment rouverte.
- Inde : le 22 janvier, deux jadis de Assam Rifles sont tués lorsque leur véhicule d'escorte de touristes est attaqué, près de la frontière du Assam-Arunachal Pradesh[122].
- Royaume-Uni : le 22 janvier, un policier est blessé dans une station-service à Belfast. Un éventuel acte terroriste selon la police locale[123].
- Afghanistan : le 22 janvier, les talibans tuent trois policiers dans le district de Maywand[124].
- Pakistan : le 22 janvier, une attaque terroriste tue au moins deux personnes à Quetta[125].
- Inde : le 23 janvier, les maoïstes mettent le feu à au moins 15 véhicules de construction, dans le district de Bijapur, à Chhattisgarh[126].
- Égypte : le 23 janvier, au moins cinq soldats de l'armée égyptienne sont tués par des hommes armés dans la péninsule du Sinaï[127].
- Kenya : le 23 janvier, un réserviste de la police du Kenya est tué à Mandera, par des combattants d'Al-Shabaab qui ont lancé des explosifs dans une banque[128].
- Somalie : le 23 janvier, au moins quatre soldats sont tués et cinq autres sont blessés par l'explosion d'une bombe à Afgooye. Cette bombe est imputée aux shebab[129],[130].
- Nigéria : le 23 janvier, Boko Haram envahit un village, tue huit personnes et enlève un nombre indéterminé de femmes et d'enfants, dans l'État de Borno[131].
- Mali : le 24 janvier, un gardien de la paix au Mali est tué et deux autres soldats de la paix sont blessés dans un tir de mortier à Aguel'hoc. Al-Qaïda est suspecté concernant l'attaque[132].
- Inde : le 24 janvier, un policier est blessé dans une attaque à la grenade dans la ville de Pulwama. Aucun groupe n'a réclamé l'attaque[133].
- Somalie : le 25 janvier, un double attentat fait 28 morts et 43 blessés à Mogadiscio[134].
- France : le 3 février, attaque contre des militaires au Carrousel du Louvre à Paris fait deux blessés[135].
- Grèce : le 25 janvier, le groupe Conspiration des cellules de feu assume la responsabilité de six incendies criminels dans différents établissements, y compris dans une banque et un bureau de poste[136],[137].
- Irak : le 25 janvier, deux explosions causées par des voitures piégées ont tué deux civils et ont blessé neuf autres personnes dans la capitale irakienne[138].
- Canada : le 29 janvier, un homme connu comme étant ultra-national et xénophobe ouvre le feu à la kalachnikov dans le Centre culturel islamique du Québec. L'attaque fait 6 morts et 8 blessés[139].

### Février
- France : le 3 février, un homme attaque une patrouille de 4 militaires à Paris[140].
- Afghanistan : le 7 février, une voiture piégée explose dans l'enceinte de la cour suprême de Kaboul. L'attentat fait 20 morts et 40 blessés[141].
- Égypte : le 12 février, un vétérinaire chrétien est assassiné à El-Arich[142].
- Irak : le 14 février, un attentat à la voiture piégée fait 4 morts à Bagdad[143].
- Irak : le 15 février, un kamikaze tue 11 personnes avec une voiture piégée dans un quartier chiite de Bagdad[143].
- Irak : le 16 février, un attentat à la voiture piégée fait 52 morts et des dizaines de blessés dans un marché de Bagdad[143].
- Pakistan : le 16 février, un attentat-suicide dans un sanctuaire soufi à Sehwan fait 88 morts et plus de 250 blessés[144],[145].
- Turquie : le 17 février, l'explosion d'un mini-bus piégé à Viranşehir tue 2 personnes et blesse 48[146],[147].
- Somalie : le 19 février, une explosion à la voiture piégée sur un marché de Mogadiscio tue 39 personnes et fait 27 blessés[148].
- Égypte : le 22 février, deux chrétiens coptes, un père et son fils, sont tués dans le Sinai par des membres de l'État islamique. Le père a été abattu par balles tandis que son fils a été brûlé vif[149].
- Égypte : le 23 février, un chrétien est tué et sa maison incendiée dans le Nord du Sinaï. Cette zone voit depuis quelques jours une recrudescence des attaques envers les Coptes, devenus la principale cible des membres de l'État islamique[142].
- Syrie : le 25 février, 42 militaires sont tués dans une attaque contre le siège du service de sécurité de l’État, dans un quartier de Homs[150].

### Mars
- Afghanistan : le 1er mars 2017, deux attaques, contre un poste de police et un centre de renseignements dans la capitale, menées par deux kamikazes, font au moins 16 morts et 44 blessés. Les talibans revendiquent l'attaque[151].
- Irak : le 1er mars, sept civils sont tués par une attaque chimique de l'EI dans l'ouest de Mossoul[152],[153].
- Thaïlande : le 1er mars, la police affirme que des insurgés tirent et tuent quatre personnes dans le district de Rueso, dont un enfant, et en blessent deux autres, quelques jours après qu'un accord ait été conclu avec le gouvernement thaï pour établir une zone de sécurité[154].
- Inde : le 2 mars, huit personnes sont blessées dans une explosion d'EEI près de la résidence d'un chef du Front populaire de Naga dans le village de Langol Laimanai, dans le district d'Imphal occidental.
- Nigéria : le 2 mars, des hommes armés attaquent le quartier du conseil de Gbemacha dans la région du gouvernement local de Gwer, dans l'État de Benue, au moins quatre personnes meurent dans l'attaque.
- Burkina Faso : le 3 mars, plusieurs hommes d'Ansarul Islam sur des motos tuent deux personnes dont un directeur d'école dans la province de Soum.
- Somalie : le 4 mars, explosion d'une bombe posée par des combattants d'Al-Shabbaab, tuant quatre soldats de l'AMISOM, près de Lanta Buro, à 40 km de la capitale Mogadiscio[155].
- Irak : le 4 mars, un EEI explose à midi dans la zone nord de Bagdad, près d'un marché fréquenté du quartier Sha'ab, blessant deux civils[156].
- Mali : le 5 mars, onze soldats sont tués et quatre autres sont blessés dans une attaque contre une position de l'Armée malienne, à Boulikessi, proche de la frontière avec le Burkina Faso[157].
- Afghanistan : le 5 mars, au moins six membres des forces de sécurité perdent la vie et un autre est blessé lors d'une attaque par des talibans à un barrage de police, dans la province de Kondôz[158].
- Colombie : le 5 mars, un éclat de grenade blesse au moins une personne selon l'armée, à Boyaca. L'ELN est suspectée[159].
- Colombie : le 5 mars, trois-cent-quatre personnes du département de Chocó, au nord-ouest de la Colombie, sont évacuées en raison de combats entre l'ELN et Los Urabeños, un groupe criminel aux origines paramilitaires, rapporte l'Ombudsman[160].
- Inde : le 5 mars, quatre enfants sont blessés dans une explosion dans la ville de Sopore, au nord du Cachemire, dans le district de Baramulla[161].
- Yémen : le 5 mars, cinq soldats et un civil sont tués dans une attaque d'Al-Qaïda dans la péninsule arabique, à Zinjibar, au Yémen[162].
- Pakistan : le 5 mars, cinq soldats sont tués par des combattants de Jamaat-ul-Ahrar et dix terroristes sont également tués, dans l'agence de Mohmand[163].
- Syrie : le 6 mars, le major général russe, Pyotr Milyukhin, perd ses jambes et ses yeux lorsqu'une bombe contrôlée par radio, explose sur un convoi militaire en provenance de l'aérodrome de Tiyas, à l'ouest de Palmyre, en direction de la ville syrienne d'Homs. Quatre autres soldats russes perdent la vie et deux autres soldats sont blessés.
- Niger : le 6 mars, au moins cinq gendarmes nigérians sont tués dans la nuit, lors d'une probable attaque d'Al-Qaïda au Maghreb islamique, dans la région de Tillabéri, à Wanzarbe[164].
- Irak : le 6 mars, quatre civils sont tués et vingt-cinq autres sont blessés en raison d'une attaque chimique de l'État islamique, dans l'ouest de Mossoul[165].
- Irak : le 6 mars, l'État islamique exécute huit civils à Kirkouk[166].
- Syrie : le 6 mars, deux attentats suicides menés par l'État islamique tuent quinze personnes autour d'Alep[167].
- Inde : le 7 mars, dans une première attaque de l'EI, les terroristes connus des autorités ont placé des bombes artisanales de faible intensité qui ont explosé dans un train, dans l'État de Madhya Pradesh, blessant dix passagers.
- Afghanistan : le 8 mars, l'État islamique revendique un attentat dans le plus grand hôpital militaire (Sardar Mohammad Daud Khan) de Kaboul. Le bilan fait état de 49 morts et 63 blessés[168].
- Inde : le 8 mars, deux combattants et un civil de quinze ans sont tués lors d'une confrontation entre les forces de sécurité et les combattants à Pulwama, dans le district de Pulwama, dans l'État de Jammu-et-Cachemire. Les combattants sont suspectés d'appartenir au groupe Lashkar-e-Toiba[169].
- Philippines : le 8 mars, cinq policiers étaient en route pour répondre à des coups de feu à Barangay Sinabyan lorsque des membres soupçonnés de la Nouvelle Armée populaire les ont pris en embuscade, dans la province de Davao du Sud. Quatre policiers sont abattus et un est blessé[170],[171].
- Arabie saoudite : le 8 mars, un policier est tué par un membre de l'État islamique à Riyad. L'auteur est alors tué par la police[172].
- Allemagne : le 9 mars, attentat à la hache blessant 9 personnes à Dusseldorf[173].
- Irak : le 9 mars, deux kamikazes se font exploser, tuant trente civils et blessant vingt-six autres, lors d'un mariage à Tikrit. Les deux kamikazes sont suspectés d'appartenir à l'État islamique[174].
- Égypte : le 9 mars, un officier de police supérieur est tué, un autre agent de police est blessé ainsi qu'un conscrit à El-Arich, dans la péninsule du Sinaï, d'après un communiqué du ministère de l'Intérieur.
- Égypte : le 10 mars, deux policiers sont tués et quatre autres sont blessés par l'explosion d'une bombe, sur le bord de la route, à El-Arich, dans la péninsule du Sinaï, selon un communiqué du ministère de l'Intérieur. La branche locale de l'État islamique est pointée du doigt[175].
- Syrie : le 11 mars, double attentat à Damas revendiqué par le groupe djihadiste Tahrir Al-Cham et tuant 74 pèlerins chiites[176].
- Afghanistan : le 11 mars, huit membres des forces de sécurité sont tués par des hommes armés, soupçonnés d'appartenir aux talibans, dans la province du Sud de Zabol[177].
- Inde : le 11 mars, les rebelles maoïstes sont soupçonnés d'avoir tendu une embuscade à une patrouille de police dans l'État de Chhattisgarh, tuant au moins onze commandants paramilitaires. Des armes et des fournitures ont été capturées. Au moins trois officiers sont gravement blessés dans l'attaque, qui a eu lieu dans le district de Sukma[178],[179].
- Côte d'Ivoire : le 11 mars, un djihadiste est soupçonné d'avoir massacré le muezzin d'une mosquée de Man[180].
- Tunisie : le 12 mars, un policier et deux combattants sont tués par des combattants islamistes, lors d'une fusillade et trois autres officiers sont blessés, à un point de contrôle, à Kebili, dans le Sud de la Tunisie[181].
- Pérou : le 12 mars, des combattants du Sentier lumineux attaquent un hélicoptère des forces armées du Pérou dans le district d'Acobamba. Ces dernières répondent à l'attaque et blessent plusieurs assaillants[182].
- Somalie : le 13 mars, attentat à la voiture piégée près d'un hôtel dans une rue très fréquentée de Mogadiscio, la capitale somalienne, tuant au moins 5 personnes et blessant 12 autres. Le groupe Al-Shabbaab revendique l'attentat[183].
- Afghanistan : le 13 mars, une bombe explose sur le bord de la route et détruit un bus transportant des employés du gouvernement, dans le centre de Kaboul. Elle tue une personne et fait huit autres blessés. Les talibans sont soupçonnés d'en être à l'origine[184].
- Mali : le 13 mars, deux soldats maliens et deux civils maliens sont tués lors d'une fusillade[185].
- Nigéria : le 13 mars, trois Nigérians sont exécutés par des combattants de Boko Haram. Les trois hommes étaient accusés d'être des espions militaires nigérians[186].
- Bangladesh : le 14 mars, un chef spirituel soufi et sa fille sont fusillés et leurs données sont piratées par des combattants inconnus dans le district de Dinajpur, dans le nord du Bangladesh[187].
- Syrie : le 15 mars, double attentat suicide à Damas, une trentaine de morts. L'État islamique revendique l'attentat[188].
- Nigéria : le 15 mars, quatre soldats et un policier tombent dans une embuscade de Boko Haram et sont tués à Magumeri[189].
- Nigéria : le 15 mars, quatre jeunes femmes kamikazes se font exploser, tuant ainsi six personnes et blessant seize autres, dans un quartier résidentiel de la ville nigérienne de Maiduguri[190].
- Turquie : le 15 mars, deux soldats turcs sont tués après la détonation d'un dispositif explosif improvisé (IED) sur l'autoroute reliant l'est de Diyarbakır et les provinces de Mardin. Le PKK est pointé du doight[191].
- Nigéria : le 16 mars, deux soldats et un policier sont tués et beaucoup d'autres sont blessés lors d'une attaque de Boko Haram, dans l'État de Borno. Le vice-gouverneur de cet État affirme que de nombreux soldats auraient été tués dans l'attaque[192].
- France : le 16 mars, l'ouverture d'une enveloppe piégée engendre une explosion, faisant des blessés dans le 16e arrondissement de Paris, à l'adresse du siège européen du Fonds monétaire international[193].
- Inde : le 16 mars, H.Farook, 31 ans, originaire de Bilal Estate dans le Sud d'Ukkadam, est tué par une bande de quatre six membres à Coimbatore. Les raisons du meurtre ont été les critiques de Farook sur la religion et les opinions rationalistes[194].
- Bangladesh : le 17 mars, un kamikaze se fait exploser dans un camp du bataillon d'action rapide contre le crime du Bangladesh, dans Dhaka, blessant deux agents de sécurité[195].
- Nigéria : le 17 mars, un policier est tué et un autre est blessé dans une embuscade de Boko Haram, dans l'État de Borno[196].
- Ouganda : le 17 mars, l'inspecteur général adjoint de la police de l'Ouganda, Andrew Kaweesi, est tué avec deux gardes du corps dans sa voiture à Kampala, par des hommes armés inconnus[197].
- France : le 17 mars, deux personnes sont égorgées par un homme à l'extérieur d'un immeuble, à Paris, ayant prononcé « Allah Akbar », et ayant les signes extérieurs d'une radicalisation. L'auteur était un proche des victimes. D'après les médias, le tueur commet cet acte en raison du désaccord familial lié à sa radicalisation récente, écartant ainsi la piste terroriste[198].
- Pakistan : le 17 mars, trois soldats sont tués dans deux attaques distinctes, menées par des combattants de Jamaat-ul-Ahrar dans les provinces de Khyber Pakhtunkhwa et de Shabqadar[199].
- France : le 18 mars, un homme, radicalisé islamiste en prison, s'empare de l'arme d'un militaire à Orly avant d'être abattu, il a déclaré vouloir « mourir par Allah »[200].
- Pérou : le 18 mars, trois policiers sont tués et un autre est blessé lors d'une embuscade dans la région d'Ayacucho par des hommes soupçonnés d'appartenir au Sentier lumineux[201].
- Mexique : le 19 mars, un journaliste est abattu en mangeant dans un restaurant avec sa femme et son fils dans l'État de Veracruz. La fusillade blesse cinquante-huit personnes. Le gouverneur de Veracruz, Miguel Angel Yunes, confirme le bilan de la fusillade qui est de huit morts (cinq policiers et trois civils), à Coxquihui, dans une municipalité serrano de l'État[202].
- Nigéria : le 19 mars, trois kamikazes tuent au moins quatre personnes et blessent huit autres dans la ville nigérienne de Maiduguri[203].
- Nigéria : le 20 mars, au moins un soldat est tué et treize autres sont blessés dans une opération contre les combattants de Boko Haram à Magumeri[204].
- Irak : le 20 mars, une voiture piégée tue vingt-trois personnes et blesse plus de quarante autres, dans une zone commerciale de la banlieue sud-ouest d'Hayy Al-A'amel, à Bagdad. Le groupe État islamique est pointé soupçonné en être à l'origine[205].
- Cameroun : le 20 mars, deux personnes sont tuées dans une attaque de Boko Haram, dans la région de l'Extrême-Nord. Sept combattants sont également tués[206].
- Afghanistan : le 21 mars, une voiture piégée vise un point de contrôle dans la province d'Helmand en Afghanistan, tuant au moins six membres d'une unité de renseignement[207].
- Somalie : le 21 mars, au moins quatre personnes sont tuées lorsqu'une voiture piégée explose à un poste de contrôle, à moins d'un kilomètre du complexe présidentiel à Mogadiscio. Le groupe Al-Shabaab est soupçonné d'en être à l'origine[208].
- Irlande du Nord : le 21 mars, une bombe explose dans la ville de Strabane, en Irlande du Nord. L'engin explose pendant la présence d'une patrouille du Service de police des officiers de l'Irlande du Nord. Personne n'a été tué ou blessé dans l'attaque. Les républicains irlandais dissidents sont accusés d'être à l'origine de l'attaque[209].
- Philippines : le 21 mars, au moins un marine est tué et neuf autres sont blessés dans une embuscade de la Nouvelle Armée populaire, dans la province de Sultan Kudarat, aux Philippines[210].
- Royaume-Uni : le 22 mars, un homme à bord d'une voiture fonce sur des passants sur le pont de Westminster à proximité du Parlement britannique à Londres, avant de poignarder un policier à l'intérieur du Parlement Britannique. Bilan : 5 morts (dont le policier) et au moins 44 blessés, dont certains dans un état grave. L'attaque a lieu un an jour pour jour après l'attentat de Bruxelles qui avait fait 32 morts[211].
- Turquie : le 22 mars, un soldat turc est tué et quatre autres sont blessés lors d'une attaque, menée par des combattants du PKK, dans la zone de défense de la base Gerkitepe, dans le district de Çukurca, dans la province d'Hakkari[212].
- Nigéria : le 22 mars, au moins huit personnes sont tuées dans plusieurs explosions liées à des kamikazes, le long d'une route à Maiduguri. Les kamikazes sont soupçonnés d'appartenir au groupe Boko Haram[213].
- Égypte : le 23 mars, dix membres des forces de sécurité égyptiennes sont tués lorsque leurs véhicules sautent sur deux bombes artisanales, pendant une opération militaire contre des combattants soupçonnés d'appartenir à la branche locale de l'État islamique, dans la péninsule du Sinaï. Quinze combattants sont également tués[214].
- Belgique : le 23 mars, les forces de sécurité belges trouvent un fusil ainsi que des armes blanches, dans une voiture conduite par un Français qui a essayé de foncer dans une foule à Anvers[215].
- Ukraine : le 23 mars, l'ancien politique russe, Denis Voronenkov, est abattu à Kiev. Son assaillant est blessé par le garde du corps de Voronenkov et il est emmené à l'hôpital. Ce dernier meurt plus tard de ses blessures, selon les autorités. Le garde du corps de Voronenko est également blessé lors de l'incident[216].
- Somalie : le 24 mars, l'explosion d'une voiture piégée, près d'un restaurant et d'un hôtel à Mogadiscio, tue au moins une personne et blesse deux autres. Le groupe Al-Shabaab est soupçonné d'en être à l'origine[217].
- Russie : le 24 mars, un groupe de six djihadistes attaque une base militaire, près de Grozny, en Tchétchénie. Au cours de l'assaut, six soldats sont tués, ainsi que six terroristes. L'État islamique revendique l'attaque[218].
- Bangladesh : le 24 mars, un kamikaze se fait exploser dans l'aéroport international de Shahjalal à Dhaka, sans faire de blessés. L'État islamique réclame l'attaque[219].
- Colombie : le 24 mars, deux soldats sont blessés dans une attaque apparemment liée aux guérilleros de l'ELN, dans le département d'Arauca. Dans une autre opération, le chef d'un front de l'ELN meurt à côté de son escorte, informe l'armée[220],[221].
- République démocratique du Congo : le 25 mars, des combattants rebelles tuent au moins quarante policiers sur le territoire de Kamonia, en République démocratique du Congo. C'est l'une des attaques les plus meurtrières contre les forces de sécurité, depuis le début d'une violente révolte à la fin de l'année dernière. La milice Kamwina Nsapu aurait tué les policiers et n'aurait épargné que ceux qui parlent leur langue locale[222].
- Bangladesh : le 25 mars, un attentat-suicide fait six victimes (quatre civils et deux policiers) et blesse plus de quarante personnes dans le South Shurma, au Bangladesh. Plus tard, d'autres bombes explosent et des tirs ont lieu. L'État islamique revendique les actes. Trois combattants sont également tués[223],[224].
- Égypte : le 28 mars, deux hommes âgés sont exécutés pour sorcellerie et apostasie par des combattants de l'État islamique, dans le Sinaï[225].
- Somalie : le 28 mars, un soldat est tué et un autre est blessé, lors d'un bombardement en bordure de la route, près de la ville de Qandala. L'attaque est imputée à des responsables militaires régionaux qui visaient des combattants affiliés à l'État islamique[226].
- Irak : le 29 mars, Un camion piégé explose à proximité d'un poste de contrôle de la police dans le sud de Bagdad, faisant dix-sept victimes et blesse au moins soixante autres. L'État islamique est soupçonné d'en être à l'origine[227].
- Pakistan : le 30 mars, un membre éminent de la communauté Ahmadi est tué dans une attaque revendiquée par Lashkar-e-Jhangvi à Nankana Sahib[228].
- Pakistan : le 31 mars, au moins vingt-quatre personnes sont tuées et plus de soixante-dix sont blessées, dans une explosion à l'extérieur d'une mosquée, dans le nord-ouest du Pakistan, à Parachinar. Jamaat-ul-Ahrar revendique l'attaque[229].

### Avril
- Russie : le 3 avril, un attentat à Saint-Pétersbourg, réalisé à l'aide d'une bombe artisanale, frappe une rame de la ligne 2 du métro, entre les stations Sennaïa plochtchad et Tekhnologuitcheski institout. L'explosion fait au moins 14 morts (provisoire) et 50 blessés[230]. L'attaque est revendiquée par un groupe terroriste affilié à Al-Qaïda.
- Australie : dans la nuit du 6 au 7 avril, deux adolescents de 15 et 16 ans attaquent plusieurs personnes au couteau à Queanbeyan. Le bilan est d'un mort et 3 blessés[231].
- Suède : le 7 avril, un attentat frappe Stockholm. En effet, un camion fonce dans la foule, dans une grande artère commerçante du pays[232]. L'attaque fait 5 morts et 14 blessés[232].
- Norvège : 8 avril : Dans la nuit du samedi un engin explosif est neutralisée par la police dans une rue de Grønland (quartier proche du centre-ville d'Oslo), le lendemain un jeune Russe est arrêté par les services de sécurité norvégiens[233].
- Égypte : le 9 avril, un double attentat frappe les villes de Tanta et d'Alexandrie[234]. Le bilan fait état d'au moins 44 morts et 126 blessés. L'État islamique revendique les doubles attaques quelques heures après[234].
- France : le 18 avril, Clément Baur et Mahiedine Merabet sont arrêtés cinq jours avant le premier tour de l'élection présidentielle, soupçonnés de fomenter une attaque imminente. Ils seront condamnés à des peines de 28 et 24 ans de réclusion criminelle en 2023 pour cela.
- France : le 20 avril, un homme attaque à la kalachnikov un car de police sur les Champs-Élysées à Paris[235]. Un policier est abattu, deux autres sont blessés, de même qu'une passante[235]. L'assaillant est également abattu et l’État islamique revendique l'attentat[235]. Cet attentat a lieu en pleine campagne présidentielle.

### Mai
- Afghanistan : le 3 mai, un attentat à Kaboul visant un convoi de troupes étrangères de l'Otan patrouillant près de l'ambassade américaine dans le centre-ville fait 8 morts et une vingtaine de blessés[236]. L'État islamique revendique cet attentat[236].
- Royaume-Uni : le 22 mai, un attentat-suicide à Manchester commis à la sortie d'un concert de la chanteuse Ariana Grande fait 22 morts (plus le terroriste) et une soixantaine de blessés[237]. Le lendemain le groupe terroriste État islamique revendique cet attentat[237].
- Indonésie : le 24 mai, un double attentat-suicide à Jakarta dans un terminal de bus cause la mort de 3 policiers et blesse également 10 personnes. Le groupe terroriste État islamique revendique l'attaque[238].
- Égypte : le 26 mai, des hommes masqués ouvrent le feu à l'arme automatique sur un bus transportant des chrétiens coptes en direction du monastère de Saint-Samuel. L'attaque fait 26 morts et blesse 25 personnes[239]. Le lendemain, l'État islamique revendique l'attaque[240].
- Irak : le 30 mai, un double attentat à la voiture piégée à Bagdad, cause plus de 40 morts et 140 blessés. L'État islamique revendique ces attaques[241].
- Afghanistan : le 31 mai, un attentat au camion piégé secoue le quartier diplomatique de Kaboul. Cette attaque fait 150 morts et plus de 460 blessés[242].

### Juin
- Philippines : le 1er juin 2017, un homme ouvre le feu à l'arme automatique dans un casino à Manille, puis y met le feu. Le bilan est de 38 morts dont l'auteur de la fusillade, l’attaque est revendiquée par l'État islamique[243].
- Royaume-Uni : le 3 juin, une camionnette fonce sur le London Bridge en renversant des personnes. Puis, 3 personnes en sortent et poignardent des passants en disant le faire « pour Allah »[244] avant d'être tués par la police. Le bilan provisoire est de 7 morts et 48 blessés dont 41 entre la vie et la mort[245],[246], et le bilan final de 11 morts dont 8 civils et 3 terroristes. Ces attaques sont revendiquées le lendemain par l'État islamique[247].
- Australie : le 5 juin, un homme d'origine somalienne est abattu lors d'une prise d'otage, revendiquée par l'État islamique, dans la banlieue de Melbourne. Il avait tué une autre personne auparavant[248].
- France : le 6 juin, un assaillant attaque une patrouille de policiers avec un marteau, à proximité de la cathédrale Notre-Dame de Paris[249].
- Iran : le 7 juin, un double attentat frappe Téhéran, le Parlement et le mausolée de l'ayatollah Khomeini sont pris pour cible[250]. Le bilan est de douze tués et de trente-neuf blessés[250]. L'État islamique revendique les attaques[250].
- Nigeria : le 7 juin, plusieurs quartiers de la ville de Maiduguri sont pris pour cible par quatre kamikazes. Ils tuent au moins dix-sept personnes et font trente-quatre blessés, selon les forces de sécurité nigérianes[251].
- Israël : le 16 juin, dans une attaque coordonnée, deux Palestiniens ouvrent le feu sur des passants à Jérusalem tandis qu'un troisième poignarde mortellement une policière, ils sont abattus. L'État islamique revendique les attaques mais également le Hamas avec l'implication du Front populaire de libération de la Palestine[252].
- Colombie : le 17 juin, une bombe explose dans un centre commercial de Bogota[253]. Le bilan fait état de trois morts, deux Colombiennes et une Française ainsi que neuf blessés[253].
- Mali : le 18 juin, deux groupes de combattants djihadistes proches d'AQMI, attaquent un hôtel à proximité de Bamako[254]. Le bilan de l'attaque est de cinq morts ainsi qu'une dizaine de blessés[254].
- Royaume-Uni : le 18 juin, une camionnette fonce sur des fidèles qui sortent d'une mosquée à Londres[255]. Le bilan est d'un mort et de dix blessés[255].
- France : le 19 juin, un automobiliste fonce avec sa voiture sur un fourgon de gendarmerie circulant sur l'avenue des Champs-Élysées[256]. L'État islamique revendique l'attentat raté le 13 juillet[257].
- Belgique : le 20 juin, un homme active une valise explosive dans la gare centrale de Bruxelles[258]. L'attaque ne fait aucune victime et l'assaillant est abattu par des militaires présents sur place[258]. L'État islamique revendique l'attentat raté le 13 juillet[257].
- États-Unis : le 21 juin, un homme poignarde et blesse sérieusement un officier de police en criant Allah Akbar à l'aéroport international Bishop de Flint. L’assaillant est par la suite appréhendé[259].
- Pakistan : le 23 juin, deux attaques à la bombe font au moins 57 morts et 200 blessés dans les villes de Parachinar et Quetta[260].
- France : le 29 juin, un homme tente de foncer sur les fidèles d'une mosquée de Créteil[261]. L'attaque ne fait aucune victime et l'assaillant est interpellé plus tard par les policiers[261].

### Juillet
- Syrie : le 2 juillet, trois voitures piégées explosent à Damas et font au moins 21 morts et douze blessés, lors d'un attentat suicide[262].
- Égypte : le 7 juillet, une attaque terroriste islamiste à la voiture piégée a eu lieu au poste-frontière de Rafah entre l'Égypte et la Palestine. Revendiquée par la branche égyptienne du groupe terroriste État islamique, l'attaque a fait vingt-six morts et blessés du côté des forces armées égyptiennes qui ont mené une riposte ayant fait 40 victimes supplémentaires parmi les combattants extrémistes.
- Israël : le 14 juillet, deux policiers israéliens d'origine druze sont abattus près de la porte des Lions, à l’entrée est de la vieille ville de Jérusalem, par trois Arabes israéliens qui sont eux-mêmes tués par la police sur l'esplanade des Mosquées[263].
- Égypte : le 14 juillet, deux touristes allemandes sont tuées et quatre autres sont blessées lors d'une attaque au couteau, sur une plage de la station balnéaire de Hourghada, dans l'Est de l'Égypte[264]. L'assaillant avoue « avoir épousé les idées djihadistes »[264].
- Israël : le 21 juillet, trois personnes sont tuées à coups de couteau et une quatrième personne est grièvement blessée par un Palestinien, à l'occasion du repas du chabbat chez elles, dans une colonie en Cisjordanie[265].
- Nigéria : le 25 juillet, une attaque de Boko Haram contre une mission pétrolière cause la mort d'une cinquantaine de personnes[266].
- Allemagne : le 28 juillet, un homme de 26 ans criant Allahu Akba attaque plusieurs personnes à l'aide d'un couteau dans un supermarché à Hambourg. Le bilan est d'un mort et six blessés. L'auteur est appréhendé par des passants et policiers[267].

### Août
- Afghanistan : le 1er août, un attentat-suicide revendiqué par l'EI fait 33 morts et près de 70 blessés dans une mosquée chiite de Hérat, dans l’ouest de l’Afghanistan[268].
- France : le 9 août, une voiture fonce sur des militaires de l'opération Sentinelle, faisant ainsi 6 blessés parmi les militaires[269]. L'auteur est finalement arrêté plus tard dans la journée[269].
- États-Unis : le 12 août, le KKK, l’extrême-droite, des néo-nazis et des suprématistes blancs manifestent contre le retrait d'une statue représentant un défenseur de l'esclavagisme. James Field, un militant d’extrême-droite, fonce en voiture dans la foule de contre-manifestants, faisant un mort, Heather Heyer, et une vingtaine de blessés[270].
- Burkina Faso : le 13 août, un restaurant nommé Istanbul est la cible d'une attaque par un commando armé de AK-47 à Ouagadougou, la capitale. L'attaque fait 18 morts et 22 blessés[271],[272].
- Nigeria : le 15 août, trois femmes kamikazes activent leurs ceintures d'explosifs dans un camp de déplacés à Mandarari, dans l'État du Borno. L'attaque, perpétrée par Boko Haram, fait 28 morts et plus de 80 blessés[réf. nécessaire].
- Espagne : les 17 et 18 août, deux voitures-béliers foncent dans la foule à Barcelone, puis à Cambrils[273]. Un bilan provisoire fait état de 16 morts et de 125 blessés[273].
- Finlande : le 18 août, une attaque au couteau, à Turku, commis par un Marocain de 18 ans, demandeur d'asile[274], fait 2 morts et 6 blessés. Le caractère terroriste de l'attaque est confirmé[275].
- Russie : le 19 août, un homme armé d'un couteau blesse sept personnes dans la ville de Sourgout en Sibérie, avant d'être lui-même tué. L'attentat est revendiqué par l'EI[276].
- Afghanistan : le 25 août, un attentat dans une mosquée chiite à Kaboul fait au moins 28 morts[277].
- Belgique : le 25 août à Bruxelles, un homme attaque des militaires avec un couteau aux cris de « Allah akbar », il est abattu[278]. L'État islamique revendique l'attaque le lendemain[279].
- Royaume-Uni : le 25 août à Londres, un homme attaque des policiers patrouillant devant le palais de Buckingham avec un sabre aux cris de « Allah akbar » ; il est arrêté[280]. L'attaque survient deux heures après une autre attaque contre des militaires à Bruxelles[281].
- Afghanistan : le 27 août, un attentat-suicide contre un convoi de l’armée afghane à Nawa (Helmand) fait 13 morts[282].
- Irak : le 28 août, un attentat à la voiture piégée sur un marché de Bagdad fait 11 morts[283].
- Russie : le 28 août, un policier est tué et un autre est blessé dans une attaque au couteau revendiquée par l'organisation État islamique, au Daguestan, au cours de laquelle les deux assaillants sont abattus[284].

### Septembre
- Irak : le 14 septembre, un double attentat, revendiqué par l'EI, fait 84 morts et 93 blessés dans la ville de Nassiriya, dans la province de Dhi Qar[285].
- Royaume-Uni : le 15 septembre, une bombe explose dans le métro londonien et fait au moins 29 blessés[286]. L'attentat est revendiqué par l'État islamique[286].
- France : le 30 septembre, attentat manqué de la rue Chanez à Paris.

### Octobre
- France : le 1er octobre, un homme égorge et poignarde mortellement deux femmes en gare de Marseille-Saint-Charles avant d'être abattu par des militaires de l'opération Sentinelle[287]. L'État islamique revendique l'attentat[287].
- États-Unis : le 1er octobre, une fusillade est perpétrée par un homme tirant sur une foule assistant à un concert de country au Mandalay Bay Resort, à Las Vegas, tuant 58 personnes[288]. Il s'agit de la fusillade la plus meurtrière de l'histoire des États-Unis. L'État islamique revendique l'attentat bien que le lien entre le tueur et l'organisation terroriste soit mis en doute[288].
- Syrie : le 2 octobre, un double attentat suicide fait au moins 16 victimes à Damas contre un commissariat de police, dans le quartier de Midane[289]. L'attaque est revendiquée par l'État islamique[290].
- Somalie : le 14 octobre, deux attentats au camion piégé lors de l'attentat le plus meurtrier de l'histoire de l'Afrique, provoquent 587 morts et 316 blessés à Mogadiscio[291].
- Afghanistan : le 17 octobre, deux attentats simultanés commis par les talibans, l'un dans la province de Paktîkâ et l'autre dans la province de Ghazni, font 71 morts et 170 blessés[292].
- Afghanistan : le 19 octobre, un assaut des Talibans contre la base militaire de Chasmo, dans la province de Kandahar, fait 50 morts parmi l'armée afghane[293].
- Afghanistan : le 20 octobre, un homme armé tue 56 personnes et en blesse 45, à l'intérieur d'une mosquée chiite de Kaboul. L'EI revendique l'attentat[294]. Le même jour, une autre attaque vise une mosquée sunnite, à Dolaina, dans la province de Ghôr, faisant au moins 33 morts[295].
- États-Unis : le 31 octobre, un Ouzbek fonce avec un pick-up sur des cyclistes, près du mémorial du 11-Septembre à New-York, faisant 8 morts et 12 blessés[296]. Le terroriste, blessé par balles et arrêté, est affilié à l'EI[297].

### Novembre
- États-Unis : le 5 novembre, un homme ouvre le feu dans une église à Sutherland Springs, près de San Antonio, au Texas, faisant 26 morts et 20 blessés, le tireur a été retrouvé mort par la police[298].
- Égypte : le 24 novembre, un attentat frappe la mosquée Bir al-Abed et fait au moins 305 morts. L'attentat n'est pas revendiqué[299].

### Décembre
- États-Unis : le 11 décembre, un ressortissant du Bangladesh et agissant au nom de l'État islamique, active sa ceinture explosive à Manhattan et blesse trois personnes[300].
- Russie : le 27 décembre, un engin explosif fait 18 blessés dans un supermarché, à Saint-Pétersbourg[301]. L'EI revendique l'attentat[301].
- Afghanistan : le 28 décembre, un attentat à la bombe, revendiqué par l'État islamique, fait au moins 41 morts et 84 blessés dans un centre culturel chiite à Kaboul. Deux autres explosions ont lieu sans faire de victimes[302].
- Égypte : le 29 décembre, un homme tire dans la foule devant l'église Mar Mina, dans la banlieue de Hélouan, au sud du Caire et tue neuf personnes et en blesse cinq autres[303]. L'État islamique revendique l'attentat[303].